# آپراتوکسین ای
آپراتوکسین ای (به انگلیسی: Apratoxin A) یک ترکیب شیمیایی با شناسه پاب‌کم ۶۳۲۶۶۶۸ است؛ که جرم مولی آن 840.12426 g/mol می‌باشد.